# 姜杰 (官员)

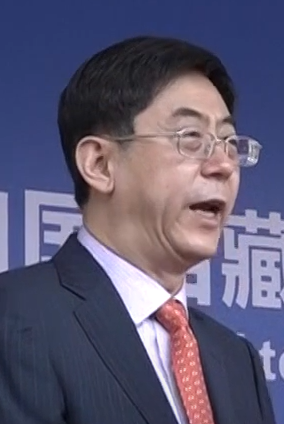
攝於2021年5月

姜杰（1965年10月—），男，汉族，山东胶州人，中华人民共和国政治人物。山东大学历史系世界历史专业毕业，中国人民大学公共管理学院行政管理专业在职研究生学历，管理学博士学位。

## 生平
1985年4月加入中国共产党。1985年7月参加工作，进入青岛日报社任记者。1991年5月，被任命为中共青岛市委办公厅督察处秘书，从此踏上仕途。此后历任中国国际贸易促进会青岛市分会副会长、中国国际商会青岛市分会副会长。2000年2月，任中共青岛市黄岛区委副书记、区长。2002年12月，任中共青岛市黄岛区委书记、中共青岛经济技术开发区党工委副书记、管委会主任、党工委书记。2005年12月跻身中共青岛市委常委。2011年1月，调任中共东营市委副书记、代市长、市长。2012年3月，任中共东营市委书记。
2013年7月，任西藏自治区人民政府副主席。2015年7月，任西藏自治区交通运输厅厅长。2016年1月，升任中共西藏自治区党委常委，次月任自治区党委宣传部部长。2016年11月，不再担任自治区党委宣传部部长，改兼任西藏自治区人民政府常务副主席。2017年5月，不再担任西藏自治区交通运输厅厅长职务。
2021年12月，卸任西藏自治区人民政府常务副主席，翌年1月当选为自治区政协副主席、党组成员。2023年7月3日，因涉嫌严重违纪违法，接受中央纪委国家监委纪律审查和监察调查。2024年1月5日，被开除党籍与公职，涉嫌犯罪问题移送检察机关。
2024年10月12日，天津市第一中级人民法院一审宣判，以受贿罪判处姜杰死刑，缓期两年执行，剥夺政治权利终身，并处没收个人全部财产；对查扣在案的姜杰受贿所得财物及其孳息予以追缴，上缴国库，不足部分，继续追缴。检察机关指控，姜杰利用职务上的便利，非法收受财物共计折合人民币2.25亿余元。